# Droga krajowa B82 (Niemcy)
Droga krajowa 82 (niem. Bundesstraße 82, B 82) – niemiecka droga krajowa przebiegająca  z południowego zachodu na północny wschód od skrzyżowania z drogą B243 w Rhüden do skrzyżowania z drogą B244 w Schöningen w Dolnej Saksonii.